# Nicholas Winton
Nicholas George Winton, född Nicholas Wertheim den 19 maj 1909 i Hampstead i London, död 1 juli 2015 i Slough i Berkshire, var en brittisk man som organiserade räddningen av 669 barn, mestadels judar, från det nazistockuperade Tjeckoslovakien. Winton hittade hem för barnen och arrangerade deras resor till Storbritannien.
Efter kriget berättade aldrig Winton för någon om sin gärning, och hans fru fick reda på det först 1988 då hon hittade en bok på parets vind med detaljer om barnens föräldrar och familjerna som sedan tog emot dem. 
Hans humanitära bedrifter förblev okända för världen i nästan 50 år fram till 1988, då han blev inbjuden till BBC:s TV-program That's Life! Där återförenades han med dussintals barn som han hade hjälpt att komma till Storbritannien och presenterades för många av deras barn och barnbarn.
Brittisk press gav honom titeln "den brittiske Schindler", som referens till Oskar Schindler. 2003 blev han dubbad till riddare av Brittiska imperieorden av Storbritanniens drottning Elizabeth II för sina insatser, och den 28 oktober 2014 tilldelades han Tjeckiens förnämsta utmärkelse, Vita lejonets orden, av president Miloš Zeman.
Winton avled den 1 juli 2015 vid 106 års ålder.